# Candocypria osburni
Candocypria osburni är en kräftdjursart som beskrevs av N. C. Furtos 1933. Candocypria osburni ingår i släktet Candocypria och familjen Cyprididae. Inga underarter finns listade.